# Carlo Vanzina
Carlo Vanzina (Roma, 13 de marzo de 1951-Roma, 8 de julio de 2018) fue un cineasta, productor y guionista italiano.

## Biografía
Carlo Vanzina se formó con los maestros Mario Monicelli, el padre Steno y Alberto Sordi. Sacó su primera inspiración creativa de la Commedia all'italiana pero dirigió también varias películas a episodios (como las películas Vacanze di Natale, Yuppies - I giovani di successo, Sognando la California, S.P.Q.R. 2000 e 1/2 anni fa y A spasso nel tempo) y obras de televisión, especialmente de genere humorístico.

## Filmografía

### Director de cine
- Luna di miele in tre (1976)
- Figlio delle stelle (1979)
- Arrivano i gatti (1980)
- Una vacanza bestiale (1980)
- I fichissimi (1981)
- Viuuulentemente mia (1982)
- Eccezzziunale... veramente (1982)
- Sapore di mare (1983)
- Mystère (1983)
- Il ras del quartiere (1983)
- Vacanze di Natale (1983)
- Amarsi un po' (1984)
- Vacanze in America (1984)
- Sotto il vestito niente (1985)
- Yuppies - I giovani di successo (1986)
- Via Montenapoleone (1986)
- I miei primi 40 anni (1987)
- Montecarlo Gran Casinò (1987)
- La partita (1988)
- Le finte bionde (1989)
- Tre colonne in cronaca (1990)
- Miliardi (1991)
- Piedipiatti (1991)
- Sognando la California (1992)
- Piccolo grande amore (1993)
- I mitici - Colpo gobbo a Milano  (1994)
- S.P.Q.R. 2000 e 1/2 anni fa (1994)
- Io no spik inglish (1995)
- Selvaggi (1995)
- Squillo (1996)
- A spasso nel tempo  (1996)
- Banzai (1997)
- A spasso nel tempo - L'avventura continua  (1997)
- Il cielo in una stanza (1999)
- Vacanze di Natale 2000 (1999)
- Quello che le ragazze non dicono (2000)
- E adesso sesso (2001)
- South Kensington (2001)
- Febbre da cavallo - La mandrakata (2002)
- Il pranzo della domenica (2003)
- Le barzellette (2004)
- In questo mondo di ladri (2004)
- Il ritorno del Monnezza (2005)
- Eccezzziunale veramente - Capitolo secondo... me (2006)
- Olé (2006)
- 2061 - Un anno eccezionale (2007)
- Un'estate al mare (2008)
- Un'estate ai Caraibi (2009)
- La vita è una cosa meravigliosa (2010)
- Ti presento un amico (2010)
- Sotto il vestito niente - L'ultima sfilata (2011)
- Ex - Amici come prima! (2011)
- Buona giornata (2012)
- Mai Stati Uniti (2013)
- Sapore di te (2014)
- Un matrimonio da favola (2014)

### Director de televisión
- Anni '50 – miniserie TV (1998)
- Anni '60 – miniserie TV (1999)
- Un maresciallo in gondola – película TV (2002)
- Un ciclone in famiglia – serie TV (2005-2008)
- Piper – película TV (2007)
- VIP – película TV (2008)

### Actor
- Totò e le donne, dirigida por Mario Monicelli y Steno (1952)
- Natale in India, dirigida por Neri Parenti (2003)